# Silent (テレビドラマ)
『silent』（サイレント）は、2022年10月6日から12月22日までフジテレビ系「木曜劇場」枠にて放送されたテレビドラマ。主演は川口春奈。2021年「ヤングシナリオ大賞」の大賞を受賞した生方美久が初の連続ドラマの脚本を手掛けるオリジナル作品。

## 制作
プロデューサーの村瀬健が脚本家の生方美久に脚本執筆を依頼し、その後村瀬が作品のテーマに関するキーワードをいくつか生方へ提示していきながらそれらを元に生方が脚本を書き下ろしていくという流れによって物語が制作された。
脚本を執筆した生方は「一応ラブストーリーという名目で作られていますが、それよりも人と人とのさまざまな関係性の曖昧な部分を丁寧に表現することで新鮮な物語にできるのではないか、ということを意識しながら脚本を書きました」と話している。
ドラマの予告編で「サイレント」とつぶやくタイトルコールは歌手・手嶌葵によるものである。村瀬が手がけた2016年1月期の同局系月9ドラマ『いつかこの恋を思い出してきっと泣いてしまう』の主題歌『明日への手紙』を担当した縁で、村瀬が手嶌に依頼し、快諾を得て実現している。手嶌は福岡在住のため、収録はリモートで実施された。

## あらすじ
青羽紬は高校3年生に進級し、佐倉想と同じクラスになる。紬の幼馴染である戸川湊斗に紹介され、2人は知り合う。想の声や紡ぐ言葉が知り合う前から好きであった紬が少し背伸びをする形で音楽の趣味を想と共有し、それをきっかけに仲が深まっていった2人は恋人同士になる。
大学進学に伴い東京と群馬で離れて暮らすことになるが、紬は特に何も心配することはないと思っていた。しかし、ある日を境に紬は想から一方的に別れを告げられ連絡すらも取れなくなってしまう。その後、8年という時が過ぎ、紬は東京の大型CDショップで音楽に囲まれて働きながら弟と2人暮らしをしており、恋人であり幼馴染である湊斗と2人で家を借りる話を進めていた。
そんなある日、駅で想の姿を偶然見かける。思わず声をかける紬だったが、声は届かなかった。
それ以来、急に自分との連絡を断った理由だけでも知りたいという気持ちが強くなっていった紬は偶然にも別の日に想と再会を果たし、思いの丈を伝える。しかし、想は驚き困惑しながらも手話で返答をする。
想は「若年発症型両側性感音難聴」を患い、音のない世界で生きていた。紬は自分の中の想への疑問や思いと向き合いながら、想とスムーズにコミュニケーションを取り合うために手話を学び始める。

## キャスト

### 主要人物
青羽紬（あおば つむぎ）〈26〉
演 - 川口春奈
本作の主人公。誕生日は4月28日。弟と東京に住む。渋谷にあるCDショップ「タワーレコード」でアルバイトをしている。
高校2年時、朝礼で作文を読む想の声や紡ぐ言葉に惹かれ、3年時に同じクラスになって仲が深まり、交際が始まる。
就職先の職場で上司からセクハラを受けるなどして精神的に疲弊する中、高校の同窓会で湊斗と再会し、昔から紬に想いを寄せていた湊斗がその当時とは異なる、紬の異変に気づいて助言をしたことがきっかけで会社を辞める。その後湊斗とデートを繰り返し、交際をする。
世田谷代田駅前で落としたワイヤレスイヤホンが想の足元に転がったことで想とコミュニケーションを取ろうとするも、想が手話で返したことで彼の病気を知る。その事実に驚きつつ、湊斗に手話教室のチラシをもらい、その教室の講師である春尾の元へ通い、手話を習得する。
音楽が好きで、特にスピッツを好んで聴く。また、CDケースと中身を入れ替えてしまうなど、大雑把な性格でもある。
佐倉想（さくら そう）〈26〉
演 - 目黒蓮（Snow Man）
紬の高校時代の交際相手。サッカー部でキャプテンを務めていた。高校3年時に紬と同じクラスになって交際するが、卒業後「若年発症型両側性感音難聴」を患い、「好きな人がいる。別れたい」という短文を紬にLINEで送り、破局する（ここにおける「好きな人」とは、他に好きな人がいるという訳ではなく、紬のことを指すことが後に明らかになる）。その後仲の良かった友人とも連絡を一切取らず、消息を断つ。それでも湊斗が一度大学に訪れてくるが、紬と破局したことについて「紬いらない、あげる」と言い距離を取る表現で告げる。
大学はスポーツ推薦で入学するも、病気の影響で指示が聞こえにくくなり、「協調性がない」と勘違いされてしまい、続けることが辛くなりサッカーをやめる。3年前にほとんど耳が聞こえなくなる。在宅で出版社の校閲の仕事をしている。
奈々は病気を患ってから唯一できた友人。

### 紬と想の関係者
戸川湊斗（とがわ みなと）〈26〉
演 - 鈴鹿央士
紬と想の高校時代の同級生で、紬の現在の交際相手。想の親友。突然連絡の取れなくなった想を気に掛ける。紬が想を偶然見かけたことをきっかけに想の実家を訪れた際に、萌が誤って湊斗に想の病気のことを伝えてしまう。
紬と想の交流が再開してからも、想の病気を受け止めきれず初めのうちは想を避ける。しかし紬の家で1人、紬の帰りを待っていた最中、想が訪れ、彼の病気を知りつつも、「なぜ自分に何も相談せずにいなくなったのか」と、それまで想に対して抱えていた思いをぶつけてしまう。その後、紬に説得され、落ち着いて想と会話すると彼が高校時代と何も変わっていないことに安堵する。
紬から「主成分優しさ」と言われるほど優しい性格だが、再会した紬と想を見て「好きな人がいる。別れてほしい」と当時の想と同じ表現をして、紬に告げ、別れることを選択する。このときの真意として、「紬とこれ以上一緒にいると、優しくできなくなる。俺が無理になる」と述べている。また、紬が湊斗の家に置いていた荷物を取りに来た際には「青羽」と交際前の呼び方に変えており、少し突き放す様子もうかがえる。「紬を幸せにし隊」の隊長。
横井真子（よこい まこ）〈26〉
演 - 藤間爽子
紬の高校時代からの親友であり、理解者。紬の想いを大切にしており、紬が決めたことには何も言わずいつも寄り添っている。「紬を幸せにし隊」のメンバー。
古賀良彦（こが よしひこ）〈46〉
演 - 山崎樹範
想と湊斗のサッカー部顧問だった元高校教師。現在はフットサル場の経営者。
想の家族以外で唯一、彼の病気を知っており、卒業しても尚、定期的に連絡を取り合っていた。今でも教師時代の生徒たちがフットサル場に遊びに来る。
野本拓実（のもと たくみ）〈26〉
演 - 井上祐貴
紬、想、湊斗の高校時代の同級生で、想と湊斗とはサッカー部時代の元チームメイト。冷静沈着な性格。誰に対しても（主に湊斗）論理的な意見を述べる。だが、それは仲間想いだからこその発言である。
西田圭介
演 - 野村康太
紬、想、湊斗の高校時代の同級生。
長岡尚也
演 - 中島広稀
紬、想、湊斗の高校時代の同級生。

### 紬の関係者
青羽光（あおば ひかる）〈20〉
演 - 板垣李光人（幼少期：志水透哉）
紬の6歳下の弟。大学生。東京で紬と一緒に暮らしている。
大変姉思いな性格。湊斗に懐いている。紬と湊斗の破局後も湊斗と交流がある。「紬を幸せにし隊」を作った。
春尾正輝（はるお まさき）〈32〉
演 - 風間俊介
手話教室の講師。湊斗の行きつけの居酒屋の常連で、想の病気を知った湊斗に手話教室のパンフレットを渡したことをきっかけに、紬に手話を教えている。
大学院2年のときに就職活動でアピールするためにノートテイクを行う。相手が聴覚障害者であるため、無駄なコミュニケーションを取る必要がないという理由で適当にこなしていたが、奈々と出会うことでその考えを改める。奈々に好意を抱き、奈々の影響で手話を勉強するが、些細なすれ違いにより交流が途絶えた。
穂田ゆかこ（ほだ ゆかこ）〈38〉
演 - 内田慈
「タワーレコード」での紬の同僚。紬に「正社員にならないか」と提案をする。
田畑利空（たばた りく）〈21〉
演 - 佐藤新（IMPACTors / ジャニーズJr.）
大学生。就職活動中。「タワーレコード」での紬の同僚。

### 想の関係者
桃野奈々（ももの なな）〈27〉
演 - 夏帆
聴覚障害者の女性。大学時代にろう者向け就活支援セミナーで出会った想に寄り添う。想に想いを寄せている。想の声を聞いたことがないため、想の声を聞き、電話をしたこともある紬を羨ましく思い、思いをぶつける。しかし紬と再度話したことで、想への好意を断ち切る。
8年前、大学院生だった春尾と知り合い、一度は想いを寄せたものの、聴者とろう者の違いを思い知り、苦しくなる。お互い想うがあまり、思いがすれ違ったことで喧嘩をしてその後会わずにいたが、紬の手話教室の担当講師が春尾だと知り、会いにいく。

### 佐倉家
佐倉律子（さくら りつこ）〈49〉
演 - 篠原涼子
想の母。想の病気にいち早く気づき、病院へ連れて行く。
病気が遺伝性である可能性が高いと診断されたことから、自己嫌悪に陥る。想が病気をきっかけに孤立しているのを心配している。
佐倉萌（さくら もえ）〈20〉
演 - 桜田ひより（幼少期：小畑乃々）
想の妹。地元の大学生。想が病気だと分かってから、想の理解者になるため誰よりも先に手話を学び、早々に覚えた。
家を訪れた湊斗が想が難聴であることを知っており、未だに交流が続いていると勘違いし、湊斗に想の連絡先を教えてしまう。
井草華（いぐさ はな）〈28〉
演 - 石川恋
想の姉。旧姓：佐倉。結婚して実家を離れ、2歳の息子・優生（ゆうき）がいる。想や家族に対して複雑な心境を抱いている。
佐倉隆司
演 - 利重剛
想の父。一歩引いて家族を見守っているが、一番の家族想い。

### その他
澤口真也〈38〉
演 - 江副悟史
春尾の同僚講師。
江上美央〈27〉
演 - 那須映里
奈々のろう学校時代からの友人。
根津
演 - 久保田悠来
春尾と湊斗が行きつけの居酒屋店主。常連でもある春尾に飲食店で使える手話を春尾が店に訪れる度に教わっている。
葵衣
演 - 古川さら
居酒屋店員。

### ゲスト

#### 第2話
医師
演 - 田中壮太郎
耳鼻科医師。想に病状を伝える。
大学生
演 - 瀬戸口祥侑

#### 第3話
店員
演 - 朝木ちひろ
さすらいラビー、ロングアイランド
演 - さすらいラビー、ロングアイランド
青羽宅のリビングのテレビに映っている漫才師。

#### 第6話
松井、園田
演 - 田中偉登、夏生大湖
想の大学の同窓生。想をフットサルに誘うが断られる。
警官
演 - 三濃川陽介
補聴器を付けて自転車に乗る想を、イヤホンをしての運転と勘違いして注意する。

#### 第7話
社員
演 - 安井順平
想が働く出版社の社員。想に、いつから耳が悪くなったのか尋ねる。
男の子
演 - 市野叶
想が図書館で出会った男の子。本棚の高いところにある『昆虫のひみつ』を取ってくれと想に頼む。

#### 第8話
青羽和泉
演 - 森口瑤子（最終話）
紬の母。群馬で暮らしている。
早川
演 - 楽駆
春尾の通った大学院理工学部情報科研究室の後輩。
学生
演 - 芳村宗治郎
大学の講義で桃野奈々の隣の席になった学生。パソコンに打ち込む内容を奈々が必死にノートに写すが、それを知ってか知らずか講義が終わるとすぐに退席する。
女子大学生
演 - 結城陽葵
課題が終わっていないと大学の学食で春尾に相談する。
紬の父親
演 - 中野絢介（写真出演）
紬が幼い頃に病死した父親。

#### 第9話
井草優生
演 - 瀬脇碧斗（最終話）
井草華の息子。
中村慶子
演 - 松田陽子
出産時の井草華の主治医。

#### 第10話
桃野奈々の同僚
演 - 山谷花純、杏花
手話通訳士
演 - 岡田直樹
桃野奈々が観ているテレビの「きょうの天気」コーナーの手話通訳。

## スタッフ
- 脚本 - 生方美久
- 演出 - 風間太樹（AOI Pro.）、髙野舞、品田俊介
- 音楽 - 得田真裕
- 主題歌 - Official髭男dism「Subtitle」（ポニーキャニオン）[45]
- 手話監修・指導 - さとり、中嶋元美
- ろう者考証 - 東京都聴覚障害者連盟
- 中途失聴考証 - 認定NPO法人東京都中途失聴・難聴者協会
- 医療監修・感染症指導 - 堀エリカ
- 医療監修 - 上村徳郎
- 撮影 - 片村文人
- スタイリスト - 柚木一樹
- デザイナー - 宮川卓也[11]
- 広報 - 小穴浩司
- 編成 - 渡辺恒也
- 制作プロデュース - 唯野友歩（AOI Pro.）
- プロデュース - 村瀬健
- 制作協力 - AOI Pro.
- 制作著作 - フジテレビ

## 放送日程
| 各話                                                                        | 放送日   | サブタイトル                             | 演出     | 視聴率 |
| --------------------------------------------------------------------------- | -------- | ---------------------------------------- | -------- | ------ |
| 第1話                                                                       | 10月06日 | 本気で愛した彼は音のない世界で生きていた | 風間太樹 | 6.4%   |
| 第2話                                                                       | 10月13日 | 好きになれてよかった…そう思いたい        | 風間太樹 | 6.9%   |
| 第3話                                                                       | 10月20日 | 今はもう、好きじゃない…今好きなのは…     | 髙野舞   | 7.1%   |
| 第4話                                                                       | 10月27日 | 戻れると思う。元に戻れたら嬉しいなぁって | 品田俊介 | 5.2%   |
| 第5話                                                                       | 11月03日 | 無意識に名前出ちゃうくらいほんとに好き   | 風間太樹 | 7.9%   |
| 第6話                                                                       | 11月10日 | 音のない世界は悲しい世界じゃない。       | 髙野舞   | 7.9%   |
| 第7話                                                                       | 11月17日 | 自分にだけ飛んでくるまっすぐな言葉       | 品田俊介 | 7.7%   |
| 第8話                                                                       | 12月01日 | 一緒にいたくているだけなのに             | 髙野舞   | 7.9%   |
| 第9話                                                                       | 12月08日 | 誰がどうやって力になってくれるの?        | 風間太樹 | 8.9%   |
| 第10話                                                                      | 12月15日 | また何も伝えずにいなくなるのは許さない   | 髙野舞   | 8.3%   |
| 最終話                                                                      | 12月22日 | 変わったもの、それでも変わらないもの     | 風間太樹 | 9.3%   |
| 平均視聴率 7.6%（視聴率はビデオリサーチ調べ、関東地区・世帯・リアルタイム） |          |                                          |          |        |

- 初回・第8話・最終話は22時 - 23時9分の15分拡大放送[48][49][50]。
- 第4話は『SMBC日本シリーズ 第5戦 オリックス×東京ヤクルト』中継の90分延長（18時30分 - 22時24分）のため、23時30分 - 翌0時24分に放送された[51]。
- 11月24日は『2022 FIFAワールドカップ  ウルグアイ× 韓国』中継（21時40分 - 翌0時10分）のため休止[49]。

## 受賞
- 第114回ザテレビジョンドラマアカデミー賞[52]
  - 主演女優賞 - 川口春奈
  - 助演男優賞 - 目黒蓮
  - 助演女優賞 - 夏帆
  - 主題歌賞 - Official髭男dism
  - 監督賞 - 風間太樹、髙野舞、品田俊介
  - ※このほか、生方美久が三谷幸喜に次いで脚本賞2位。
- 第39回ATP賞ドラマ部門 最優秀作品賞[53]
- エランドール賞 特別賞[54]
- TVerアワード2022 ドラマ大賞[55]
- 第31回橋田賞[56]
  - 橋田賞 - 「silent」作品に対して
  - 橋田賞新人賞 - 生方美久
  - 橋田賞新人賞 - 目黒蓮
- ギャラクシー賞（放送批評懇談会）
  - 2022年12月度 テレビ部門 月間賞[57]
- 東京ドラマアウォード2023[58]
  - 連続ドラマ部門 優秀賞
  - 主演女優賞 - 川口春奈
  - 助演男優賞 - 目黒蓮
  - 助演女優賞 - 夏帆
  - 演出賞 - 風間太樹
  - 主題歌賞 - Official髭男dism「Subtitle」
- MIPCOM BUYERS' AWARD for Japanese Drama 2023 ノミネート
- 2023年日本民間放送連盟賞 番組部門テレビドラマ種目 優秀賞
- 第32回TV-LIFE年間ドラマ大賞[59]
  - 主演女優賞 - 川口春奈
  - 助演男優賞 - 目黒蓮

## 反響・評価
- 第4話のTVer見逃し配信は582万再生で、民放ドラマの歴代見逃し配信記録[注 1]を更新した[60]。
- TVerでの総再生数が計7300万回を超え、「TVerアワード2022」ドラマ大賞を受賞した[61]。
- TVerお気に入り登録が全番組で歴代最多となる246万人を突破した[60]。
- 11話中9度、Twitterの世界トレンド1位を獲得[62]。
- 番組公式Instagramのフォロワー数が128万人を突破。

### 聖地巡礼
ロケーション撮影には小田急電鉄が協力し、舞台に使われた世田谷代田駅へ聖地巡礼に訪れるファンも多い。

## スピンオフドラマ
『4話エピソード0〜紬と想と湊斗、8年前のある出来事〜』と題し、2022年10月31日6時から12月29日23時59分までTVerにて独占配信。配信時間は6分。
同月27日に放送された本編第4話の延長線となっており、青羽光が戸川湊斗のことを慕うきっかけとなった8年前の出来事を描いていく。

### キャスト（スピンオフドラマ）
- 青羽紬 - 川口春奈[64]
- 佐倉想 - 目黒蓮（Snow Man）[64]
- 戸川湊斗 - 鈴鹿央士[64]
- 青羽光（幼少期） - 志水透哉[64]

### スタッフ（スピンオフドラマ）
- 脚本 - 生方美久
- 音楽 - 得田真裕
- 主題歌 - Official髭男dism「Subtitle」
- 演出 - 品田俊介
- プロデュース - 村瀬健
- 制作著作 - フジテレビ

## 関連商品

### Blu-ray・DVD
- 『silent ディレクターズカット版 Blu-ray＆DVD BOX』（TCエンタテインメント、2023年8月25日発売）

### サウンドトラック
- 『silent オリジナル・サウンドトラック』（ポニーキャニオン、2022年11月30日発売）

### シナリオブック
- 『silent シナリオブック 完全版』（扶桑社、2022年12月24日発売）ISBN 9784594093853
  - 放送されなかったシーンも含めた完全版の脚本を収録。